# Conicera malae
Conicera malae är en tvåvingeart som beskrevs av Ronald Henry Lambert Disney 1990. Conicera malae ingår i släktet Conicera och familjen puckelflugor. Inga underarter finns listade i Catalogue of Life.